# Robert Missler

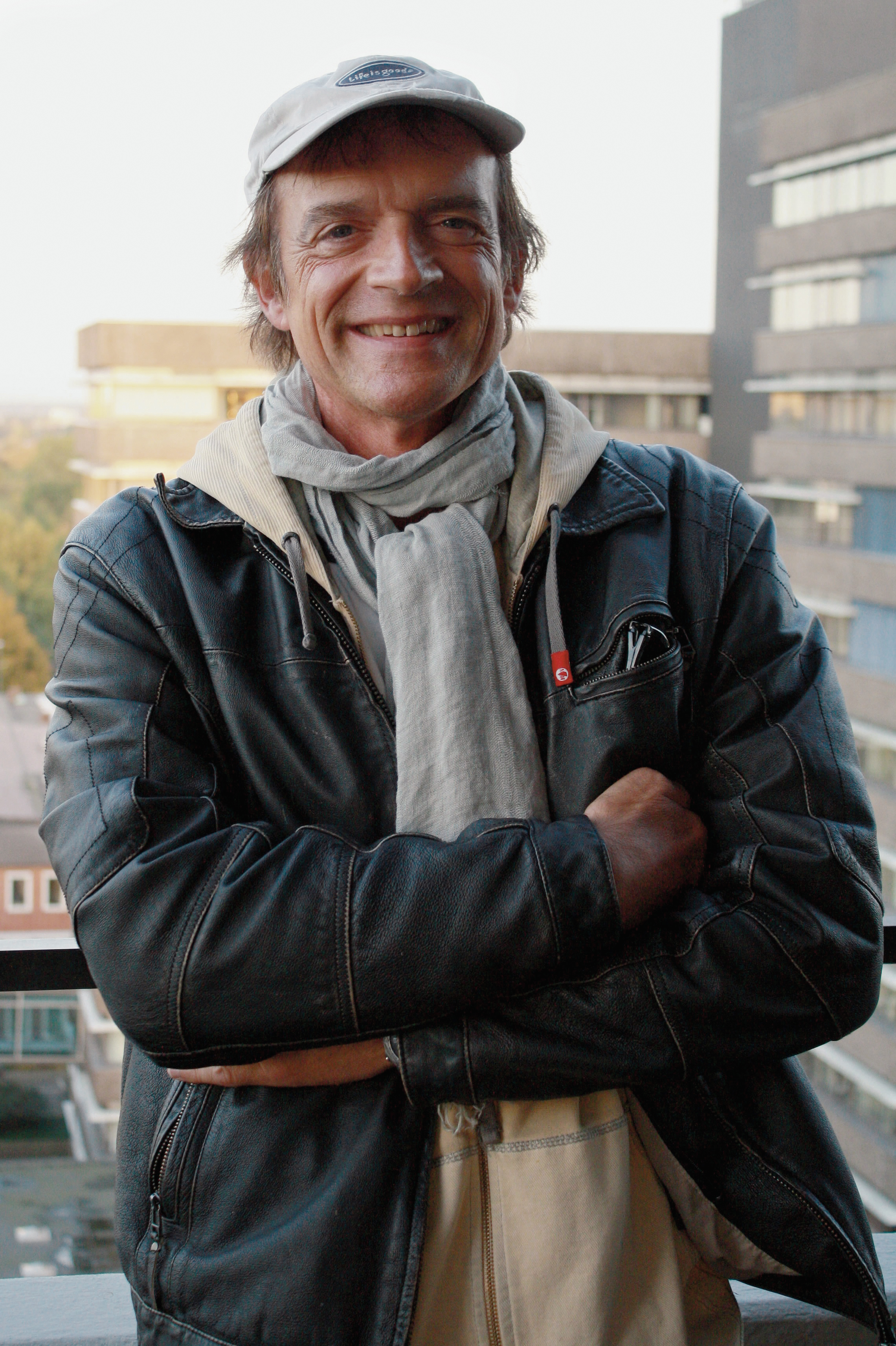
Robert Missler (2008)

Robert Missler (* 1. April 1958 in Ost-Berlin) ist ein ehemaliger deutscher Synchronsprecher, Hörspielsprecher und Schauspieler.

## Leben und Wirken
Nach einem Grafikstudium und einer privaten Schauspielausbildung arbeitete Robert Missler als Musiker, Kabarettist und Schauspieler. Zuletzt spielte er in der Kiez-Comedy Soap „Pension Schmidt“ im Hamburger Schmidt-Theater. Seit 1987 wirkte er in mehr als 1700 Live-Auftritten im Comedy-Duo „Muskelkater“ mit. Ebenfalls seit 1987 ist Missler als Moderator, Radio- und Synchronsprecher tätig. Er gilt gemeinhin als Stimmakrobat. Seine bekannteste Rolle ist die des Grobi aus der Sesamstraße als Nachfolger von Karl-Ulrich Meves.
In Käpt’n Blaubär – Der Film lieh er dem Piratenkapitän seine Stimme. In Otto Waalkes’ Trickfilm Kommando Störtebeker sprach er mehrere Rollen. Die Vielfältigkeit seiner Stimme zeigt er auch im Computerspiel Toonstruck als Flux W. Wild (der im Original von Dan Castellaneta gesprochen wurde.) Seine Möglichkeiten präsentiert er ferner als Off-Sprecher in dem NDR-Satiremagazin extra 3. Hier hat er auch die Gelegenheit, in Sketchen vor der Kamera aufzutreten. Im Fernsehen ist er ebenfalls als die deutsche Synchronstimme von Gary Valentine (Danny Heffernan) in der US-Sitcom King of Queens, Jesse James und von Robert Sean Leonard (Dr. James Wilson) in der US-Arztserie Dr. House zu hören. In den japanischen Anime Naruto und Naruto Shippuden lieh er Mighty Guy (auch bekannt als Maito Gai) und einigen Nebencharakteren seine Stimme. In letzterer wurde er dabei von Eberhard Haar abgelöst.
Auch in zahlreichen Hörspielen und Hörbüchern wie Die drei Fragezeichen, Kommissar Dobranski oder auch Jim Knopf und Lukas der Lokomotivführer ist Robert Missler zu hören. In der Fantasy-Hörspiel-Saga Die Legende von Mythrâs interpretiert er die Hauptrolle Lonso und spricht unter anderem die Kinderdetektivreihe Sherlock von Schlotterfels von Alexandra Fischer-Hunold sowie Audiofassungen der bekannten Geschichten von Piggeldy und Frederick (Piggeldy und Frederick. Das große HörAbenteuer und Piggeldy wollte wissen… Nichts leichter als das, sagte Frederick). In dem Rollenspiel Star Wars: Knights of the Old Republic spricht er den als Protokolldroiden getarnten Killerdroiden HK-47, in World of Warcraft lieh er seine Stimme den männlichen Blutelfen. In der deutschen Fassung sprach er Jeff Dunham sowie sämtliche Puppen.
Im Jahr 2009 sprach er in dem Disney-Abenteuer Küss den Frosch das Cajun-Glühwürmchen Ray sowie die Rolle von Bobby Sands im Film Hunger von Steve McQueen. Des Weiteren sang er die Titelmelodie der Kinderserie Kleiner Roter Traktor und lieh dem Mechaniker Walter seine Stimme.
2011 sprach er in Thomas Tippners neuer Hörspielbearbeitung von Robert Louis Stevensons Abenteuerklassiker Die Schatzinsel als John Trelawney.
Zu seinem Stimmrepertoire gehören Imitationen von Heinz Schenk, Eddie Murphy, Erich Böhme, Hape Kerkeling, Alfred Biolek, Norbert Blüm, André Heller, Marcel Reich-Ranicki, Daffy Duck, Hans Moser, Franz Beckenbauer und Boris Becker.
Robert Missler lebt gegenwärtig in Hamburg und hat sich 2017 gänzlich aus seiner Branche zurückgezogen.

## Filmografie
- 2005: Sehr witzig (Comedy)
- 2007: Suicidal Squirrels
- 2009–2010: Dennis & Jesko
- 2009–2014: Extra 3 (14 Episoden, vers. Rollen)
- 2012: Null Fragen

## Synchronrollen (Auswahl)
Gary Valentine
- 2001–2007: King of Queens (Fernsehserie) als Danny Heffernan
- 2012: Wrong als Rettungssanitäter
- 2014: Fargo (Fernsehserie) als Deputy Knudsen
- 2015: Der Kaufhaus Cop 2 als Saul Gundermutt
- 2016–2018: Kevin Can Wait (Fernsehserie) als Kyle Gable

Eddie McClintock
- 1999: Schief Gewickelt (Fernsehserie) als Jimmy Stiles
- 2000: Männer ohne Nerven (Fernsehserie) als Jake Donovan

Masashi Ebara
- 2006–2017: Naruto (Manga) als Maito Gai
- 2014: The Last: Naruto the Movie als Maito Gai

### Filme
- 1988: Der Wüstenplanet für Kenneth McMillan als Baron Harkonnen
- 1998: Männer sind auch nur Frauen für Antoine de Caunes als Simon
- 1999: Käpt’n Blaubär – Der Film als Pirat
- 2001: Kommando Störtebeker als Egon Kaluppke / Prof. Lugano
- 2001: The Void – Experiment außer Kontrolle für Michael Rivkin als Dr. Jason Lazarus
- 2002: The Nugget für Eric Bana als Lotto
- 2003: Belly of the Beast für Vincent Riotta als Fitch McQuaid
- 2003: Werner – Gekotzt wird später!
- 2003: Gods and Generals für Matt Letscher als Adelbert Ames
- 2006: Dieter
- 2006: Das kleine Arschloch und der alte Sack – Sterben ist Scheiße
- 2007: Footsoldier für Mark Killeen als Terry
- 2007: Das doppelte Lottchen als Fotograf / Paule
- 2008: Bankenkrise als Narrator
- 2008: Der Baader Meinhof Komplex als Sprecher
- 2009: Hooligans 2 – Stand Your Ground für Timothy V. Murphy als Max
- 2009: Küss den Frosch für Jim Cummings als Ray
- 2011: Des Teufels Kinder als Eddy Baby
- 2011: Werner – Eiskalt! als Schmittke
- 2011: Nils Holgerssons wunderbare Reise als Rabe Bataki
- 2011: Gnomeo und Julia als Featherstone
- 2013: Giraffada für Mohammad Bakri als Hassan
- 2013: Machete Kills für Demián Bichir als Marcos Mendez
- 2015: Gridlocked für Steve Boyle als Elektriker

### Serien
- 1973: Sesamstraße für Frank Oz als Grobi
- 1995: Heißer Verdacht für Christopher Ashley als Antony Bramwell
- 1996–1999: Transformers: Beast Wars für Scott McNeil als Rattrap
- 1999: Die Sopranos für Ray Abruzzo als Little Carmine Lupertazzi Jr.
- 2001: McLeods Töchter für Dustin Clare als Riley Ward
- 2004: Dr. House für Robert Sean Leonard als Dr. James Wilson
- 2005: Fat Actress für John Travolta als John Travolta
- 2005: Talk im Tudio als Joschka Fischer
- 2005: Out of Practice – Doktor, single sucht… für Ty Burrell als Dr. Oliver Barnes
- 2006: Little Amadeus als Monti & Pumperl
- 2006–2007: Plötzlich Meerjungfrau für Joss McWilliam als Harrison Bennett
- 2009–2013: Die Pinguine aus Madagascar für Neil Patrick Harris als Dr. Seltsam
- 2009–2016: Angelo! für Jean-Pierre Leblan als Mr. Foot
- 2010–2012: Ugly Americans als verschiedene Nebenrollen

- 2014: Die Thundermans als King Crab
- 2015: Better Call Saul als Barkeeper
- 2015: H2O – Abenteuer Meerjungfrau als Bernie
- 2015: The Strain als Herr Eichhorst
- 2016: Victoria – Adrian Schiller als Penge
- 2016: The Blacklist Staffel 1: Folge 7 – Frederick Barnes (Nr. 47) für Robert Sean Leonard als Frederick Barnes[2]
- 2017: Der junge Inspektor Morse für Anton Lesser als C.S. Bright
- 2017: Big Mouth für Nick Kroll als Maurice das Hormonmonster (Folgen 1–7)

## Hörspiele (Auswahl)
- 2007: Lady Bedfort: Lady Bedfort und das Haus an der Witwenkreuzung, Hörplanet, als Mr. DeGraux
- 2007: Lady Bedfort: Lady Bedfort und der Fang der Fischer, Hörplanet, als Riley
- 2008: Lady Bedfort: Lady Bedfort und das Vermächtnis des Eisanglers, Hörplanet, als Michael Green
- 2009: Lady Bedfort: Lady Bedfort und die Trauer der Zigeuner, Hörplanet, als Dejan Bajramovie und Thomas Bajramovie
- 2013: Die Schule der magischen Tiere 1
- 2013: Die Schule der magischen Tiere 2: Voller Löcher!
- 2014: Die Schule der magischen Tiere 3: Licht aus!
- 2015: Die Schule der magischen Tiere 4: Abgefahren!
- 2015: Die Schule der magischen Tiere 5: Top oder Flop!
- 2016: Die Schule der magischen Tiere 6: Nass und nasser!
- 2016: Die Schule der magischen Tiere 7: Wo ist Mr. M?
- 2016: Die Schule der magischen Tiere 8: Voll verknallt
- 2017: Die Schule der magischen Tiere – Endlich Ferien 1: Rabbat und Ida
- 2017: Die Schule der magischen Tiere – Endlich Ferien 2: Silas und Rick

## Hörbücher (Auswahl)
- 2013: Margit Auer: Die Schule der magischen Tiere, Hörbuch Hamburg, ISBN 978-3-86742-149-2
- 2015: Michael Ende: Jim Knopf und Lukas der Lokomotivführer – Die Komplettlesung, Hörbuch Hamburg, ISBN 978-3-86742-275-8
- 2015: Michael Ende: Jim Knopf und die Wilde 13 – Die Komplettlesung, Hörbuch Hamburg, ISBN 978-3-86742-276-5
- 2017: Katharina Bendixen: Zorro, der Mops – Teil 1: Abenteuer im Bammelwald, der Audio Verlag, ISBN 978-3-7424-0007-9

## Videospiele
- 1996: Toonstruck
- 1997: Akte Europa als Eugene Hammond
- 1998: Dark Project: Der Meisterdieb
- 1998: TKKG 2 – Tödliche Schokolade
- 1998: Wing Commander: Secret Ops
- 1998: Oddworld: Abe’s Exoddus als Abe
- 1999: TKKG 4 – Das Rätsel der Villa Drachenkralle als Axel Gradiva
- 2000: Dark Project 2: The Metal Age
- 2003: Star Wars: Knights of the Old Republic (HK-47)
- 2003: Baphomets Fluch 3 – Der schlafende Drache
- 2004: Dungeon Lords
- 2005: Star Wars: Knights of the Old Republic II: The Sith Lords (HK-47, HK-50)
- 2007: World of Warcraft (Männliche Blutelfen)
- 2008: Left 4 Dead (Helikopterpilot in NoMercy)
- 2009: Ceville (Wache Smiley)
- 2009: The Saboteur
- 2010: Grotesque Tactics: Evil Heroes
- 2011: Star Wars: The Old Republic (HK-47, HK-51, HK-55)
- 2011: The Elder Scrolls V: Skyrim als Cicero
- 2012: Das Schwarze Auge: Satinavs Ketten
- 2012: Doctor Who: The Eternity Clock
- 2013: Goodbye Deponia
- 2015: Fallout 4 (Moe Cronin, Silver Shroud, Bosun, Protectrons)
- 2016: League of Legends: Kled und Ziggs
- 2016: Mafia III (Lennie Davis)
- 2017: Dreamfall Chapters (Krähe)

## Fernsehsendungen
- 2006–2017: Extra 3
- 2015: ARD Jahresrückblick 2015
- 2016: ARD Jahresrückblick 2016